# Чепариј Унгурени (Арђеш)
Чепариј Унгурени (рум. Ceparii Ungureni) насеље је у Румунији у округу Арђеш у општини Чепари. Oпштина се налази на надморској висини од 445 m.

## Становништво
Према подацима из 2002. године у насељу је живело 387 становника, од којих су сви румунске националности.